# Antonieta Rosa Gomes
Antonieta Rosa Gomes (Bissau, 4 de Maio de 1959) é uma política da Guiné-Bissau.
Fundadora e líder do Fórum Cívico Guineense-Social Democracia, Antonieta foi educada no Brasil, formando-se em Direito na Universidade de São Paulo. Trabalhou com Kumba Ialá como Ministra da Justiça e Ministra dos Negócios Estrangeiros em várias épocas. Foi candidata nas eleições presidenciais de 1994, 1999 e 2005, a primeira e única mulher a fazer isso, mas nunca recebeu mais de 2% dos votos. A sua demissão como ministra dos Negócios Estrangeiros é considerado um fator importante nos eventos que levam ao golpe de estado de 2003 que depôs Ialá do poder. Em 2004 foi presidente da comissão do Supremo Tribunal de Justiça.